# Solenopsis normandi
Solenopsis normandi é uma espécie de formiga do gênero Solenopsis, pertencente à subfamília Myrmicinae.